# Ferdinando Ughelli
Ferdinando Ughelli, O.Cist. (Firenze, 21 marzo 1595 – Roma, 19 maggio 1670), è stato un monaco cristiano, abate e storico italiano.

## Biografia
Nato a Firenze da una famiglia agiata, nel 1610 Ughelli entrò nel monastero cistercense di Cestello in Borgo Pinti a Firenze. Tra il 1621 e il 1623 studiò presso il Collegio Romano, dove ebbe come professori i Gesuiti Francesco Piccolomini e Juan de Lugo. Tra il 1628 e il 1630 / 31 fu abate dell'Abbazia di San Galgano nei dintorni di Chiusdino, e tra il 1635 e il 1637 fu abate dell'Abbazia dei Santi Salvatore e Lorenzo a Settimo e dal 1638 dell'abbazia delle Tre Fontane a Roma. Papa Alessandro VII gli concesse una rendita annua di 500 scudi per incoraggiarlo nei suoi studi e per sostenere le spese dei suoi viaggi. Fu consultore della Sacra Congregazione dell'Indice e teologo del granduca di Toscana Ferdinando II (1642) e del cardinale Carlo de' Medici. In contatto con i Bollandisti, collaborò con Godefroid Henschen e Daniel Papebroch alle ricerche per gli Acta Sanctorum durante il loro soggiorno romano del 1660-61.
Alla sua morte Ughelli fu sepolto nella chiesa abbaziale dei Santi Vincenzo e Anastasio alle Tre Fontane. I suoi manoscritti, lasciati in eredità al cardinale Francesco Barberini, confluirono nel 1902 nella raccolta di Codices Barberini della Biblioteca apostolica vaticana (Barb. Lat., 3239-46).

## Opere

### Italia Sacra
Ughelli fu il primo erudito a concepire e attuare l'idea di dare una serie compiuta dei vescovi italiani raggruppati per diocesi, con notizie biografiche di ciascuno, cenni storici delle chiese da loro rette e documenti inediti relativi a queste. Il metodo storico da lui adottato, straordinariamente avanzato per la sua epoca, anticipava la critica moderna «pur se elaborato avanti il lavoro dei Maurini e indipendentemente da quello dei Bollandisti, che pure si usa indicare come punti obbligati di riferimento in ogni storia della metodologia storica, per questo periodo (il De re diplomatica, del Mabillon, è del 1681).»
La vastità del progetto lo costrinse, per molte diocesi, ad avvalersi di collaboratori, ad esempio Giovanni Benedetto Gentilotti compilò le notizie relative ai vescovi di Trento: il che spiega le disuguaglianze dell'opera, che a volte è ricca di ragguagli e documenti, a volte povera di notizie e inesatta o mancante di critica. La raccolta di 1.533 lettere inviate a Ughelli da 438 corrispondenti e ora conservate nella Biblioteca apostolica vaticana dimostra quanto lo studioso cistercense dipendesse da una rete di informatori per colmare le lacune della sua conoscenza delle chiese locali. A Roma Ughelli si giovò della collaborazione dell'erudito greco Leone Allacci, che gli fornì notizie sui vescovi di varie diocesi e lo mise in contatto con persone capaci di esplorare gli archivi di Roma e con gli eruditi delle varie città.
L'Italia sacra, venne pubblicata a Roma tra il 1642 e il 1648 in nove tomi in folio, sul modello della Gallia christiana di Claude Robert (1626). Già il Muratori, nel 1703, rilevando gli errori ughelliani da lui commessi, «o perché troppo si fidò d'altrui, o perché non bastò egli solo al grave peso di quella mole» auspicava una emendata riedizione dell'Italia sacra. Una seconda edizione in 10 volumi, ampliata e aggiornata, fu edita a Venezia nel 1717 da Nicola Coleti, che la terminò nel 1722, con l'aggiunta della Sicilia sacra di Rocco Pirri. Per correggere gli errori di quest'ultima edizione, il cistercense Nivardo del Riccio ne progettò una terza, della quale uscì soltanto un breve saggio a Firenze nel 1763.
L'opera di Ughelli riscosse fin da subito un grande successo. Quando nel 1647 il cardinal Giulio Mazzarino ricevette in dono i primi volumi dell'Italia Sacra, scrisse una lettera di ringraziamento a Ughelli, facendogli omaggio di un orologio d'oro ornato di pietre preziose; il cardinale esortò i dotti parigini ad intraprendere un'opera simile a quella di Ughelli per la Francia; quando i fratelli Pierre e Louis de Sainte-Marthe prepararono una nuova edizione aggiornata e ampliata della Gallia christiana di Robert, presero a modello proprio l'Italia Sacra, avvalendosi della collaborazione dello stesso Ughelli, che consultò per loro registri concistoriali, libri provisionum e vari altri documenti vaticani.
Nonostante i difetti, l'opera rimase fondamentale per lo studio della storia della Chiesa: vi attinsero storici del calibro di Giuseppe Cappelletti nelle sue Chiese d'Italia, Pius Bonifacius Gams nella sua Series episcoporum Ecclesiae catholicae e Konrad Eubel per la sua Hierarchia catholica Medii Aevi. Essa costituisce un modello per analoghe ricerche erudite in altri paesi (ad es. la Germania sacra), e rimane ancor oggi indispensabile per chiunque si occupi della storia della Chiesa in Italia.

### Lista delle opere

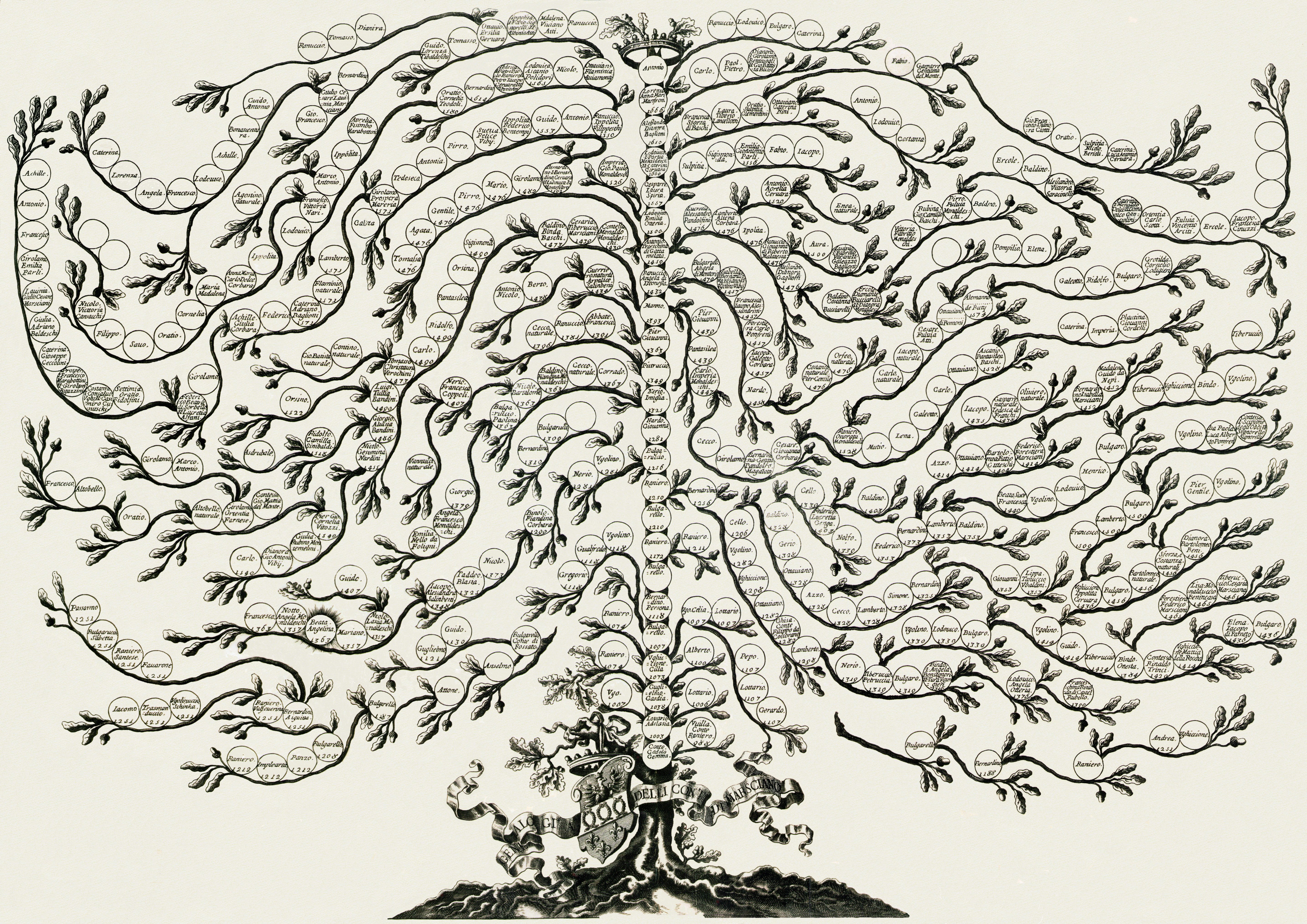
L'albero genealogico pubblicato in Albero et istoria della famiglia de' conti di Marsciano

- (LA)  Ferdinando Ughelli, Cardinalium elogia qui ex Sacro Ordine Cisterciensi floruere, Firenze, 1624;
- Aggiunte alla Vitae et res gestae Pontificum romanorum et S.R.E. Cardinalium di Alfonso Chacón, 1630[16];
- Italia sacra sive de episcopis Italiae [...] rebusque ab iis praeclare gestis deducta serie ad nostram usque aetatem opus singulare provinciis XX distinctum in quo ecclesiarum origine urbium conditiones, principium donationes recondita monumenta in lucem proferuntur, I-IX, Roma, 1644-1662 (seconda ed., I-X, Venezia, 1717-1722 con la vita di Giulio Ambrogio Lucenti in prefazione al vol. I; anche in forma di compendio preceduta dalla vita di Lucenti: Italia sacra Rev.mi P.D. Ferdinandi Ughelli abbatis cisterciensis restricta, aucta, veritati magis commendata opera et studio D. Julii Ambrosii Lucentii, I-III, Roma, 1704);
- (LA)  Ferdinando Ughelli, Columnensis familiae nobilissimae S.R.E. cardinalium ad vivum expressas imagines, et summatim exornatas elogiis, eruebat et publicabat abbas Ferdinandus Ughellus, Roma, Corbelletti, 1650;
- (LA)  Ferdinando Ughelli, Genealogia nobilium Romanorum de Capisucchis ex opere inscripto. De vetusta Italica christiana nobilitate, Roma, 1653;
- Carlo Borrello, Difesa della nobiltà napoletana, traduzione di Ferdinando Ughelli, Roma, Manelfo Manelfi erede, 1655;
- Ferdinando Ughelli, Albero et istoria della famiglia de' Conti di Marsciano, Roma, Stampa Camerale, 1667.